# 7464 Vipera
7464 Vipera este un asteroid din centura principală de asteroizi.

## Descriere
7464 Vipera este un asteroid din centura principală de asteroizi. A fost descoperit pe 15 noiembrie 1987 la Observatorul Kleť de Antonín Mrkos. Asteroidul prezintă o orbită caracterizată de o semiaxă mare de 2,56 ua, o excentricitate de 0,27 și o înclinație de 5,6° în raport cu ecliptica.